# Dekanat kujawsko-pomorski
Dekanat kujawsko-pomorski – jeden z 3 dekanatów diecezji łódzko-poznańskiej Polskiego Autokefalicznego Kościoła Prawosławnego.

## Siedziba dekanatu
Siedziba dekanatu mieści się w Bydgoszczy.

## Parafie
W skład dekanatu wchodzą 5 parafie:
- parafia św. Mikołaja w Bydgoszczy
  - cerkiew św. Mikołaja w Bydgoszczy
- parafia Kazańskiej Ikony Matki Bożej w Grudziądzu[3]
  - cerkiew Kazańskiej Ikony Matki Bożej w Grudziądzu[3]
- parafia św. Mikołaja w Toruniu
  - cerkiew św. Mikołaja w Toruniu
  - kaplica św. Aleksandra Newskiego w Aleksandrowie Kujawskim
- parafia św. Mikołaja we Włocławku
  - cerkiew św. Mikołaja we Włocławku
- Parafia Kazańskiej Ikony Matki Bożej w Grudziądzu